# John Bay (Amet Sound)
John Bay – zatoka (bay) zatoki Amet Sound w kanadyjskiej prowincji Nowa Szkocja, w hrabstwie Pictou; nazwa urzędowo zatwierdzona 6 maja 1947.